# Eufêmia (imperatriz)
Eufêmia (português brasileiro) ou Eufémia (português europeu) foi uma imperatriz-consorte bizantina, nascida Lupicínia, e esposa do imperador Justino I, o fundador da Dinastia justiniana, que reinou no Império Bizantino entre 518 e 602.
Atribui-se à imperatriz Eufêmia as políticas eclesiásticas de Justino e a fundação da Igreja de Santa Eufêmia, onde ela foi sepultada em 523 ou 524. Justino foi também sepultado ali, ao seu lado, em 527.
De acordo com a "História Secreta" de Procópio, um relato póstumo francamente negativo em relação aos justinianos, Lupicínia era tanto uma escrava quanto uma bárbara ("não-romana"). Ele afirmou que ela havia sido concubina de seu dono. Os sete volumes de histórias que de fato foram publicados durante a sua vida são a completa antítese do relato da "História Secreta", sendo principalmente textos elogiosos sobre a nova dinastia. Críticos de Procópio (que se revelou um homem profundamente desiludido com seus governantes) descartam seus trabalhos publicados postumamente como uma fonte extremamente enviesada, chegando a ser vitriólica e pornográfica. Porém, por falta de outras fontes, algumas de suas afirmativas ali não podem ser desacreditadas imediatamente. Embora seus motivos sejam suspeitos e não possam ser verificados, sua natureza erótica só aumentou a popularidade da obra.
Estima-se que o casamento de Eufêmia e Justino tenha ocorrido durante o reinado de Anastácio I Dicoro (r. 491-518), época em que Justino estava prosperando em sua carreira no exército bizantino.

## Sucessão de Justino I
Em 518, Justino já havia ascendido à posição de conde dos excubitores ("comandante dos excubitores", a guarda-pessoal imperial). Durante a noite de 8-9 de julho de 518, Anastácio morreu e seus silenciários convocaram Justino e Céler para o seu leito de morte. Céler era o mestre dos ofícios e comandante dos regimentos palacianos das escolas palatinas. Pela manhã, o evento foi anunciado por toda a capital. Os oficiais mais graduados, incluindo o recentemente nomeado João da Capadócia, patriarca de Constantinopla, foram convocados para o Grande Palácio de Constantinopla para a eleição de um novo imperador. Enquanto isso, a população se amontoava no hipódromo para esperar a proclamação do novo imperador.
Anastácio morreu sem deixar herdeiros, mas tinha diversos parentes conhecidos. Seu irmão, Flávio Paulo, havia servido como cônsul em 496. Uma cunhada, conhecida como Magna, era mãe de Irene e sogra de Olíbrio que, por sua vez, era o filho de Anícia Juliana e Areobindo. A filha de Olíbrio e Irene era Proba, que se casara com Probo e era mãe de uma outra Juliana, mais jovem. Esta Juliana se casou com outro Anastácio e era mãe de Areobindo, Placídia e uma outra Proba, mais jovem. Outro sobrinho de Anastácio era Flávio Probo, cônsul em 502. Cesária, irmã de Anastácio, se casou com Secúndio e eles eram pais de Hipácio e Pompeu. Anastásio Paulo Probo Mosquiano Probo Magno, cônsul romano em 518 era também um sobrinho-neto de Anastácio e sua filha, Juliana, se casou com Marcelo, um irmão de Justino II. A família estendida de Anastácia também deve ter incluído algum candidato viável para o trono.
Mesmo assim, Justino foi eleito como o novo imperador pelo conselho. De acordo com João Malalas, o prepósito do cubículo sagrado Amâncio pretendia eleger um conde dos domésticos (comes domesticorum) chamado Teócrito ao trono. A eleição de Justino tem sido descrita como resultado de uma combinação entre o comando das únicas tropas efetivas na capital e o suborno de outros oficiais. Supostamente Amâncio teria dado uma grande soma em dinheiro para comprar o apoio de Justino, mas ele utilizou o dinheiro para comprar o apoio para si. Tanto Amâncio quanto Teócrito foram executados nove dias depois. Em 1 de agosto de 518, Justino enviou uma carta ao papa Hormisda na qual ele alegava ter participado da eleição ter desejado.
Com o nome de Justino I, ele foi proclamado imperador no hipódromo de acordo com a tradição. Lupicínia se tornou sua imperatriz-consorte assumindo o nome de "Eufêmia". A Eufêmia original fora uma mártir cristã durante a perseguição de Diocleciano e era uma santa local de Calcedônia (cidade). O Concílio de Calcedônia (451) foi realizado na catedral consagrada em seu nome. Um suposto milagre em sua tumba teria confirmado as decisões tomadas pelo conselho. Suspeita-se que a escolha deste nome seja uma indicação inicial de que Justino e Lupicínia seriam fervorosos cristãos calcedonianos. Anastácio apoiava o monofisismo e sua ascensão marcou de fato uma mudança nas políticas religiosas. Vide seção específica para uma outra teoria sobre o nome da imperatriz.

## Imperatriz Eufêmia
Embora Procópio tenha afirmado em sua "História Secreta" que Eufêmia não estava acostumada com os assuntos de estado e, assim, teria sido incapaz de participar do governo, uma fonte oficial da igreja, de 540, a "Crônica de Edessa", atribui as políticas religiosas de Justino à imperatriz Eufêmia.
Procópio também alega que o casal ascendeu ao trono já no fim de suas vidas. Sem filhos, o herdeiro deles era Justiniano, um sobrinho e filho adotivo de Justino. 
Novamente de acordo com Procópio, Eufêmia supostamente teria sido contrária ao casamento de seu sobrinho com Teodora, pois se opunha aos supostos vícios de sua nora em potencial. Procópio clarifica que foi apenas depois da morte de Eufêmia que Justiniano conseguiu finalmente realizar o noivado e casamento de Justiniano com Teodora. O viúvo Justino I então passou uma lei que permitia o casamento entre as classes sociais, presumivelmente para beneficiar o herdeiro. 
Vasiliev estima que a morte de Eufêmia tenha ocorrido entre 523 e 524. O casamento de Justiniano e Teodora foi estimado como tendo ocorrido em 525 e Teodora veio a ser uma co-imperatriz com o marido e muito admirada em seu tempo.

## Novos nomes reais
Originalmente chamado Istok, o homem que se tornaria Justino I era um camponês trácio ou ilírio da região latinófona de Dardânia, que era parte da província da Ilíria. Ele nasceu num casebre perto de Bederiana, em Naísso (atual Niš, na Sérvia Meridional). Ainda adolescente, ele fugiu de uma invasão bárbara e se refugiou em Constantinopla, galgando cargos no exército do Império Romano do Oriente.
Em "Justin, the First: An Introduction to the Epoch of Justinian the Great" (1950), Alexander Vasiliev teoriza que o nome original da esposa de Justino - Lupicínia - pode indicar uma associação linguística, na outra língua, com a prostituição. Vasiliev ligou o nome com a palavra latina lupae ("loba"). A palavra, na forma singular do latim, "lupa", pode literalmente significar uma fêmea de lobo, ela também era utilizada para designar pejorativamente a classe mais baixa das prostitutas romanas. A palavra latina derivada "Lupanar" era o nome de um bordel em Pompeia. Muitos destes usos pejorativos podem ter suas origens nos comentários derrogatórios sobre as sacerdotisas de um culto da religião etrusca, que era anterior a Roma, no qual a divindade era representada como uma loba (similar a Ártemis na mitologia grega), o que implicaria numa derivação completamente diferente e que daria mais sentido à escolha de "Eufêmia", um "eufemismo", como um nome alternativo para a imperatriz. A loba, lupa, que amamentou Rômulo e Remo está relacionada ao culto desta deusa-loba, também chamada de Aca Larência (Acca Larentia).
A emulação (no nome) de uma heroína cultural, a mártir cristã Santa Eufêmia, pode também ter sido uma associação na época e a razão para a seleção do nome real para a imperatriz, especialmente dadas as mudanças religiosas pelas quais passava Constantinopla na época e o aparente interessa da imperatriz na veneração desta santa.